# Cercomacroides
Genre
Cercomacroides est un genre d'oiseaux passeriformes de la famille des Thamnophilidae.

## Liste des espèces
Selon la classification de référence du Congrès ornithologique international (version 8.1, 2018) :
- Cercomacroides laeta (Todd, 1920) – Grisin de Willis
- Cercomacroides parkeri (Graves, 1997) – Grisin de Graves
- Cercomacroides nigrescens (Cabanis & Heine, 1860) – Grisin noirâtre
- Cercomacroides fuscicauda (Zimmer, 1931) – (?)
- Cercomacroides tyrannina (Sclater, 1855) – Grisin sombre
- Cercomacroides serva (Sclater, 1858) – Grisin noir

## Publication originale
- Tello, Raposo, Bates, Bravo, Cadena & Maldonado-Coelho, 2014 : Reassessment of the systematics of the widespread Neotropical genus Cercomacra (Aves: Thamnophilidae). Zoological Journal of the Linnean Society, vol. 170, no 3, p. 546-565.